# Gerardo Zendejas
Gerardo Zendejas Sajim, S.A.J.M. (México, 1963) é um sacerdote católico mexicano e bispo da Sociedade Sacerdotal dos Apóstolos Jesus e Maria. Foi sagrado bispo por Dom Williamson e Dom Tomás de Aquino, em Viena, Virgínia, EUA.

## Biografia
Formou-se em teologia e formação clerical no seminário argentino da Fraternidade Sacerdotal de São Pio X (FSSPX) em La Reja. Em 1987 foi diaconato e em 1988 ordenado presbítero. A partir de 1988, foi capelão da FSSPX na Colômbia. A partir de 1989 foi prior da FSSPX em Bogotá. Em 1992, sob o patrocínio da Irmandade, organizou uma escola para crianças colombianas pobres. A partir de 1996 trabalhou no México. Inicialmente, ele foi associado ao convento da FSSPX em Guadalajara e, a partir de 1997, a uma casa de repouso em Zapotiltic.
Em 1998, ele foi enviado para os Estados Unidos da América para liderar o Ridgefield Retirement Home administrado pela FSSPX. Em 2000, tornou-se prior da SSPX em Ridgefield. Em 2009, ele foi transferido para o Texas e nomeado prior da SSPX e chefe da Dickinson School . Em 2014, ele se juntou ao grupo de resistência dentro da FSSPX. Em 2017, ingressou na Irmandade Sacerdotal dos Apóstolos Jesus e Maria (SAJM).

Em 2017, foi consagrado bispo da Sociedade Sacerdotal dos Apóstolos Jesus e Maria (SAJM).